# 千家
千家（せんけ）は、千利休を流祖とする茶道流派の家。

## 概要
千利休の祖父である田中千阿弥（新田里見系田中氏の一族）の名を取り、千姓としたとされている。しかし、これは「千利休由緒書」の著者である江岑宗左（利休の曾孫）が初出とされるものであり、利休在命の時代にはその史料が見当たらないため、確証性はない。
利休死後は本家の堺千家を子の千道安が継いだが、道安没後に断絶｡
利休の養子であり娘婿である千少庵の子、千宗旦の系統から三千家（表千家・裏千家・武者小路千家）が出た。この三家は現在まで続いている。